# Малое Белое (озеро)
Ма́лое Бе́лое (бел. Мало́е Бе́лае) — озеро в Полоцком районе Витебской области Белоруссии. Относится к бассейну реки Свина́.

## Гидрография
Озеро Малое Белое расположено в 52 км к северо-востоку от города Полоцк, неподалёку от деревни Белое. Высота над уровнем моря составляет 150,5 м. К северо-западу от водоёма располагается озеро Большое Белое, отделённое от него перешейком шириной 50 м. Северная часть озера граничит с верховым болотом.
Площадь поверхности озера составляет 0,94 км². Длина — 2,1 км, наибольшая ширина — 0,87 км. Длина береговой линии — 6,36 км. Наибольшая глубина — 11,1 м, средняя — 4,7 м. Объём воды в озере — 4,22 млн км³. Площадь водосбора — 1 км².
Котловина лощинного типа, вытянутая с севера на юг. В южной части присутствует полуостров, разделяющий её на юго-западный и юго-восточный заливы. Склоны песчаные, крутые, высотой 11—12 м (на востоке — до 20 м), поросшие лесом. Береговая линия извилистая, берега песчаные (на северо-востоке торфянистые), высотой 0,4—0,7 м. Пойма высокая (возвышается над уровнем воды на 0,5—1 м), ровная, шириной 10—20 м, покрытая лесом. Мелководье узкое (на востоке пологое), песчаное. На глубинах ниже 2,5—4 м дно сапропелистое, рельеф весьма неровный.
Вода отличается низкой минерализацией (60—80 мг/л), высокой чистотой и прозрачностью (до 5,1 м). Водоём слабопроточный, мезотрофный.
Из залива в юго-восточной части озера вытекает река Свина.

## Флора и фауна
Вдоль берега простирается полоса надводной растительности шириной до 25 м. Подводные макрофиты распространяются до глубины 5 м, мхи заходят на глубину до 8 м. В озере произрастает полушник озёрный, занесённый в Красную книгу Белоруссии.
В Малом Белом водятся лещ, щука, окунь, плотва, густера, уклейка, линь.